# Еномай
Еномай (грец. Οἰνόμαος) — володар Піси в Еліді, син Ареса, батько Гіпподамії (від Плеяди Стеропи) та Лівкіппа. За пророцтвом, одруження дочки мало принести загибель Еномаю, тому він оголосив, що руку Гіпподамії здобуде той, хто переможе його в бігу на колісницях. На конях, подарованих Аресом, Еномай завжди випереджав жениха і протикав його списом. Тільки чотирнадцятий жених — Пелоп виграв змагання, під час яких Еномай загинув. Змагання Еномая та Пелопа стало прообразом бігу колісниць на Олімпійських іграх.
Софокл і Евріпід використали сюжет міфу в однойменних трагедіях, які дійшли до нас у фрагментах. В образотворчому мистецтві теж відбито окремі сюжети міфу.